# 대청중학교 (부산)
대청중학교(大淸中學校)는 대한민국 부산광역시 기장군 기장읍 청강리에 있는 공립 중학교이다.

## 학교 연혁
- 2003년 1월 1일 : 대청중학교 설립인가(8학급)
- 2003년 3월 1일 : 초대 오영복 교장 취임
- 2003년 3월 5일 : 제1회 입학식(8학급 192명)
- 2015년 8월 27일 : 육상부 창단
- 2016년 3월 2일 : 학교진로교육 정책 연구학교 운영(~2017.02. 1년간)
- 2019년 3월 4일 : 디지털 리터러시 연구학교 운영(~2021.02. 2년간)
- 2025년 2월 7일 : 제20회 졸업식 (남학생 80명, 여학생 74명 총 154명, 누계 4,779명)
- 2025년 3월 1일 : 제9대 이미향 교장 취임
- 2025년 3월 4일 : 제23회 입학식 (6학급 남학생 82명, 여학생 82명 계 164명)

## 참고 자료
- 대청중학교 - 한국교육학술정보원 학교알리미